# Thibaut Simon
Thibaut Simon (Créteil, 18 de dezembro de 1983) é um jogador de polo aquático francês.

## Carreira
Simon integrou a Seleção Francesa de Polo Aquático que ficou em décimo primeiro lugar nos Jogos Olímpicos de 2016.